# Nampabius georgianus
Nampabius georgianus är en mångfotingart som beskrevs av Chamberlin 1913. Nampabius georgianus ingår i släktet Nampabius och familjen stenkrypare. Inga underarter finns listade i Catalogue of Life.